# فولف ديتريش فيشر
فولف ديتريش فيشر (بالألمانية: Wolfdietrich Fischer) (1928 م-2013 م) مستشرق ألماني. له أبحاث عديدة في النحو العربي، والشعر القديم واللغات السامية.

## سيرته
ولد في نورنبورغ. حصل على شهادة الدكتوراه سنة 1954 م من جامعة إرلنغ ، وأشرف على رسالته هانز فير. انتخب عام 1994 م عضوا بمجمع اللغة العربية بالقاهرة.

## آثاره
1. «نحو اللغة العربية الكلاسيكية»
2. «تعليم لغة الكتابة العربية المعاصرة».

#### كتب عنه
- أبحاث عربية مُهداة للمستشرق الألماني فولفديترش فيشر (د. صلاح كزارة بالمشاركة)، جَرُّوس برِس، بيروت وقبرص، 1994.

## وصلات خارجية
- حوار مع: المستشرق الألماني فولف ديتريش فيشر عاشِق العَربيّة في بلاد الألمَان - د. ظافر يوسف